# كوكي زالازار (لاعب كرة قدم)
كوكي زالازار (بالإسبانية: José Luis Zalazar Martínez)‏ هو لاعب كرة قدم إسباني في مركز الهجوم، ولد في 5 مايو 1998 في مونتيفيديو في الأوروغواي. لعب مع ريال بلد الوليد.

## وصلات خارجية
- كوكي زالازار على موقع قاعدة بيانات كرة القدم.إي يو (الإنجليزية)
- كوكي زالازار على موقع Soccerway.com (الإنجليزية)
- كوكي زالازار على موقع عالم كرة القدم.نت (الإنجليزية)
- كوكي زالازار على موقع AS.com (الإسبانية)